# Корова (річка)
Корова — річка у Грайворонському районі Бєлгородської області Російської Федерації та в Україні, у Краснопільській селищній громаді Сумського району Сумської області. Ліва притока Пожні (басейн Дніпра).

## Опис
Довжина річки 15 км., похил річки — 2,1 м/км. Площа басейну 72,1 км².

## Розташування
Бере початок на північному сході від села Дронівка. Тече переважно на південний захід і у Славгороді впадає у річку Пожню, праву притоку Ворсклиці.
Річку перетинає Р45.

## Притоки
Яр Теля (рос. Овраг Теленок) - права притока. Протікає на україно-російському кордоні, впадає у Корову на північній околиці села Дронівка.
- Яр Попова - права притока яру Теля

Яр Криничний - права притока. Починається у селі Рясне, тече переважно на південь і впадає у Корову на україно-російському кордоні західніше села Дронівка.
- Балка Шевчик - права притока Яру Криничного, впадає на південній околиці села Рясне.
- Яр Воєводський - ліва притока Яру Криничного, впадає південніше села Рясне.
- Яр Ржавець - права притока Яру Криничного, впадає неподалік від його гирла.
- Яр Литвинець - права притока Яру Криничного, впадає біля його гирла.

Яр Терновий - права притока, розташовується на схід від села Мезенівка.
Яр Довгий - права притока, розташовується на схід від села Мезенівка.
Яр Собачий - права притока, розташовується на схід від села Мезенівка.
Яр Пилів - ліва притока, розташовується північніше села Славгород.
Яр Маханок - права притока, розташовується північніше села Славгород.